# Heipker Bach
Der Heipker Bach ist ein 4,6 km langer, linker Nebenfluss der Werre im Nordosten des deutschen Bundeslandes Nordrhein-Westfalen.

## Verlauf
Der Heipker Bach entspringt auf einer Höhe von 110 m ü. NHN zwischen den Leopoldshöher Ortsteilen Schuckenbaum im Süden und Nienhagen im Norden in unmittelbarer Nähe zur Kreisstraße 5. Von seinem Ursprung aus fließt das Gewässer kurvenreich in Richtung Nordosten durch das „Große Holz“, ein größeres Waldstück. Nach Durchfließen diesen Waldstückes nimmt der Heipker Bach seinen ersten Zufluss bei KM 2,0 auf. Dieser namenlose Zufluss entspringt nördlich von Nienhagen, fließt weitestgehend parallel zur weiter nördlich verlaufenden Bexter durch Bexterhagen und mündet nach einer zurückgelegten Fließstrecke von 3,3 km auf einer Höhe von 88 m ü. NHN rechtsseitig in den Heipker Bach. Eine Besonderheit ist, dass der namenlose Zufluss eine wesentlich größere Fließstrecke bis zu diesem Punkt zurückgelegt hat, als der Heipker Bach selbst.
Der Heipker Bach fließt in seinem weiteren Verlauf in östliche Richtung und nimmt westlich von Heipke seinen zweiten Nebenfluss, den 2,8 km langen Heipkebach auf. Dieser entspringt in einem Waldstück nahe dem Zentrum von Leopoldshöhe auf einer Höhe von 124 m ü. NHN und mündet auf einer Höhe von 85 m ü. NHN in den Heipker Bach, welcher wiederum Heipke passiert und östlich von Heipke bei KM 35,0 in die Werre mündet. Die Mündungshöhe beträgt 81 m ü. NHN. 
Der Heipker Bach entwässert einen kleinen Teil des Ravensberger Hügellandes.

## Umwelt
Auf seinen letzten hundert Metern seinen Laufes fließt das Gewässer nördlich am Heipker See vorbei. Dieser und der Heipker Bach selber bilden das 25 ha große Naturschutzgebiet „Heipker See“. Dabei handelt es sich um einen „Biotopenkomplex“, der sich durch eine „große Artenvielfalt“ auszeichnet. Der Heipker Bach wird der Gewässergüteklasse III zugeordnet. Dies bedeutet, dass er stark verschmutzt ist.